# 上毛野稚子
上毛野 稚子（かみつけの の わかこ、生没年不詳）は、飛鳥時代の豪族。姓は君。

## 経歴
上毛野君氏については、『日本書紀』巻第五にある、崇神天皇の長男の豊城入彦命の夢の話や、巻第七にあるその孫の彦狭嶋王の東山道派遣の話、息子の御諸別王の東国経営の話などが知られている。『新撰姓氏録』左京皇別・右京皇別にも同様の記述があり、下毛野氏と同祖とある。
上毛野稚子の名前が登場するのは、『書紀』巻第二十七によると、天智天皇2年（663年）3月に、
とあるのが最初である。続けて6月に、稚子ら全将軍の軍団が
という戦果をあげたことが記されている。この「沙鼻岐奴江」であるが、「沙鼻・岐奴江」と「沙鼻岐・奴江」のどこで区切るのかが判明していない。現在の慶尚北道尚州市にあたる「沙比」とすると、西から新羅に侵入したことになり、慶尚南道三嘉にあたる「三岐」とすると、南から侵入したことになる。
白村江での唐・新羅連合軍との決戦は、その2ヶ月後であった。その際に、上毛野稚子がどのような働きをしたのか、そしてどうなったのかは、不明である。
天武天皇13年（684年）11月、八色の姓の制定により、上毛野君氏は一族の上毛野三千の労なども含め、長年朝廷に尽くしてきたことにより「朝臣」の姓を賜与されている。